# Fernand Mithouard
Fernand Mithouard (Chevreuse, 22 de maig de 1909 - Chevreuse, 10 de desembre de 1993) va ser un ciclista francès que fou professional entre 1933 i 1947. En el seu palmarès destaca una etapa de la París-Niça de 1937 i la Bordeus-París de 1933.

## Palmarès
- 1931
  - 1r del Gran Premi de Saint Denís
- 1932
  - Campió de França per equips
  - 1r de la París-Argentan
  - 1r de la París-Château Therry
  - 1r de la París-Evreux
- 1933
  - 1r de la Bordeus-París
  - 1r del Gran Premi de la Suze a Lilla
- 1934
  - Vencedor d'una etapa del Critèrium de l'Echo d'Alger
- 1937
  - Vencedor d'una etapa de la París-Niça
- 1939
  - 1r de la París-Saint Étienne i vencedor d'una etapa
- 1941
  - 1r del Derby de Saint Germain
- 1943
  - 1r de la Fletxa Francesa

### Resultats al Tour de França
- 1936. Abandona (7a etapa)
- 1939. Abandona (5a etapa)